# クリス・シールバック
クリストファー・ドン・シールバック（Christopher "Chris" Don Seelbach , 1972年12月18日 - ）は、アメリカ合衆国出身の元プロ野球選手（投手）。右投右打。

## 来歴
1991年のMLBドラフト4巡目（全体101位）でアトランタ・ブレーブスから指名されプロ入り。
1994年に傘下AAA級リッチモンド・ブレーブスに初昇格。
1995年限りでブレーブスを退団。
1996年と1997年はフロリダ・マーリンズ傘下AAA級シャーロット・ナイツ、1998年はシアトル・マリナーズ傘下AAA級タコマ・レイニアーズでプレーしたが、メジャーデビューは果たせなかった。
1999年にブレーブスに復帰。傘下AAA級リッチモンドで6勝1敗、傘下AA級グリーンビル・ブレーブスで3勝2敗の成績を挙げた。
2000年は傘下AAA級リッチモンドで5勝9敗、防御率4.78の成績を挙げ、9月にメジャー初昇格。2試合に登板した。
2001年は5月までメジャーに所属し5試合に登板したが、その後はマイナーに降格。傘下AAA級リッチモンドでは7勝7敗、防御率5.09の成績を残した。
2002年に日本ハムファイターズに入団。長身を武器にしてカルロス・ミラバルらと共に先発ローテーションの一角を担った。内角を厳しく突く投球で開幕3連勝に始まりシーズン8勝を挙げ、防御率3.60はパ・リーグ9位だった。
翌2003年も残留したが、前年少なかった被本塁打数が激増するなど不調となり僅か2勝に終わり、シーズン終了後に解雇された。この年限りで現役を引退。
引退後は野球・ソフトボール用品を製造販売する会社を共同経営している。

## 選手としての特徴
日本ハム時代は、四死球数が多かったものの得点圏での被打率が低く、特に満塁のピンチの場面では抜群の強さを誇った。一方で、投球数が多くなったことで守備の時間が長く、野手のリズムを崩してしまっていた。

## 詳細情報

### 年度別投手成績
| 年 度    | 球 団    | 登 板 | 先 発 | 完 投 | 完 封 | 無 四 球 | 勝 利 | 敗 戦 | セ 丨 ブ | ホ 丨 ル ド | 勝 率 | 打 者 | 投 球 回 | 被 安 打 | 被 本 塁 打 | 与 四 球 | 敬 遠 | 与 死 球 | 奪 三 振 | 暴 投 | ボ 丨 ク | 失 点 | 自 責 点 | 防 御 率 | W H I P |
| -------- | -------- | ----- | ----- | ----- | ----- | -------- | ----- | ----- | -------- | ----------- | ----- | ----- | -------- | -------- | ----------- | -------- | ----- | -------- | -------- | ----- | -------- | ----- | -------- | -------- | ------- |
| 2000     | ATL      | 2     | 0     | 0     | 0     | 0        | 0     | 1     | 0        | 0           | .000  | 7     | 1.2      | 3        | 0           | 0        | 0     | 0        | 1        | 0     | 0        | 2     | 2        | 10.80    | 1.80    |
| 2001     | ATL      | 5     | 0     | 0     | 0     | 0        | 0     | 0     | 0        | 0           | ----  | 38    | 8.0      | 9        | 3           | 5        | 1     | 0        | 8        | 1     | 0        | 7     | 7        | 7.88     | 1.75    |
| 2002     | 日本ハム | 22    | 22    | 2     | 0     | 0        | 8     | 7     | 0        | --          | .533  | 620   | 140.0    | 138      | 9           | 66       | 0     | 13       | 75       | 3     | 1        | 61    | 56       | 3.60     | 1.46    |
| 2003     | 日本ハム | 16    | 13    | 0     | 0     | 0        | 2     | 8     | 0        | --          | .200  | 362   | 78.2     | 100      | 14          | 36       | 2     | 5        | 33       | 4     | 0        | 51    | 49       | 5.61     | 1.73    |
| MLB：2年 | MLB：2年 | 7     | 0     | 0     | 0     | 0        | 0     | 1     | 0        | --          | .000  | 45    | 9.2      | 12       | 3           | 5        | 1     | 0        | 9        | 1     | 0        | 9     | 9        | 8.38     | 1.76    |
| NPB：2年 | NPB：2年 | 38    | 35    | 2     | 0     | 0        | 10    | 15    | 0        | --          | .400  | 982   | 218.2    | 238      | 23          | 102      | 2     | 18       | 108      | 7     | 1        | 112   | 105      | 4.32     | 1.55    |

### 記録
NPB
- 初登板・初先発・初勝利：2002年4月2日、対オリックス・ブルーウェーブ1回戦（東京ドーム）、7回2失点（自責点1）
- 初奪三振：同上、1回表に葛城育郎から
- 初完投勝利：2002年5月27日、対オリックス・ブルーウェーブ9回戦（東京ドーム）、9回2失点

### 背番号
- 58 （2000年）
- 51 （2001年）
- 32 （2002年 - 2003年）